# Riedelia brevicornu
Riedelia brevicornu är en enhjärtbladig växtart som beskrevs av Theodoric Valeton. Riedelia brevicornu ingår i släktet Riedelia och familjen Zingiberaceae. Inga underarter finns listade i Catalogue of Life.